# Thomas Gifford (écrivain)
Pour les articles homonymes, voir Gifford.
Œuvres principales
- Assassini

Thomas Gifford, né le 16 mai 1937 et mort le 31 octobre 2000 à Dubuque dans l'Iowa, est un écrivain américain, auteur de thrillers, qui a également publié sous les pseudonymes de Dana Clarins et Thomas Maxwell. Il est surtout connu pour le thriller religieux Assassini.

## Biographie
Après des études collégiales dans sa ville natale de Dubuque dans l'Iowa, il s'installe au Minnesota avec sa femme, Kari Sandven. Le couple a eu deux enfants ; Thomas Eaton et Rachel Claire. Divorcé en 1969, il épouse l'actrice Camille D'Ambrose et déménage à Los Angeles pour quelques années, puis revient au Minnesota dans la petite ville d'Orono.
Le succès de ses livres étant devenu considérable, il décide de vivre à New York, grande ville qui le fascine par sa population. En 1996, il se met à rénover sa maison d'enfance de Dubuque. Il passe ainsi plus de temps dans l'Iowa qu'à New York au cours de ses dernières années.
En février 2000, on lui diagnostique un cancer ; il meurt en octobre.

## Œuvre

### Romans signés Thomas Gifford

#### SérieJohn Cooper
- The Wind Chill Factor (1975)
- The First Sacrifice (1994)

#### SérieBen Driskill
- The Assassini (1990) Publié en français sous le titre Assassini : le roman, traduction de Jean Rosenthal, Paris, Flammarion, coll. État de choc, 1996, réédition Paris, City Éditions, coll. City Poche, 2008.
- Saint's Rest (1996)

#### Autres romans
- The Cavanaugh Quest (1976)
- Man from Lisbon (1977)
- The Glendower Legacy (1978)
- Hollywood Gothic (1979)
- Praetorian (1993)

### Romans signés Dana Clarins
- Woman in the Window (1984)
- Guilty Parties (1985)
- The Woman Who Knew Too Much (1986)

### Romans signés Thomas Maxwell
- Kiss Me Once (1986)
- The Saberdene Variations (1987)
- Kiss Me Twice (1988)
- The Suspense Is Killing Me (1990)

### Ouvrages non fictionnels
- Benchwarmer Bob (1974)
- Historical Description of the Zetland Islands (1977)
- Charlie Myers: An American Dream (1998)

## Adaptation

### Au cinéma
- 1981 : Accroche-toi, j'arrive (Dirty Kicks), film américain réalisé par Alvin Rakoff d'après le roman The Glendower Legacy, avec Elliott Gould, Kate Jackson et Rich Little.

## Source
- (en) Cet article est partiellement ou en totalité issu de l’article de Wikipédia en anglais intitulé « Thomas Gifford » (voir la liste des auteurs).